# 琳达·汤姆
琳达·汤姆（英語：Linda Thom，1943年12月30日—），加拿大女子射击运动员，主攻手枪。她曾代表加拿大参加1984年夏季奥林匹克运动会射击比赛，获得女子25米手枪金牌。